# Agenzia della Santa Sede per la valutazione e la promozione della qualità delle università e facoltà ecclesiastiche
L'Agenzia della Santa Sede per la valutazione e la promozione della qualità delle università e facoltà ecclesiastiche (AVEPRO) è un'istituzione collegata con la Santa Sede  a norma degli articoli 186 e 190-191 della costituzione apostolica Pastor Bonus.

## Istituzione
Questo ufficio è stato eretto da papa Benedetto XVI con chirografo del 19 settembre 2007. Il compito dell'agenzia è promuovere e sviluppare una cultura della qualità all'interno delle istituzioni accademiche direttamente dipendenti dalla Santa Sede e di assicurare loro criteri qualitativi validi a livello internazionale.
L'adesione della Santa Sede al processo di Bologna, avvenuta il 19 settembre 2003 durante l'incontro dei ministri dell'istruzione dell'Unione europea a Berlino, è stata determinata anche dall'intento di perseguire e realizzare alcuni obiettivi previsti nell'ambito del processo di Bologna, tra i quali:
- rispetto per le specificità e diversità dei vari ordinamenti universitari;
- creazione di uno spazio comune dell'istruzione superiore che favorisca il coinvolgimento delle istituzioni universitarie in una dimensione internazionale;
- attenzione alla qualità come valore intrinseco e necessario per la ricerca e l’innovazione in ambito universitario.

## Attività
L'attività dell'AVEPRO è regolamentata dalla costituzione apostolica Sapientia christiana (15 aprile 1979) e si pone in conformità con le European Standards and Guidelines così come con altri accordi internazionali che riguardano le norme e le procedure  della valutazione della qualità nell'istruzione superiore.
L'agenzia collabora con le istituzioni accademiche nella definizione delle procedure di valutazione interna della qualità nell'insegnamento, nella ricerca, nei servizi, tramite lo sviluppo e l'uso di adeguati strumenti operativi (linee guida, questionari, banche dati, reti informative ecc). Pianifica, inoltre, le procedure di valutazione esterna delle singole istituzioni accademiche, organizzando visite di esperti in loco. Al termine delle visite la commissione di valutazione pubblica un dettagliato rapporto di valutazione.
Nel rispetto dell'autonomia in cui svolge la propria attività, l'agenzia lavora in collaborazione con tutti i soggetti interessati alla vita e al progresso delle Università e Facoltà ecclesiastiche: le istituzioni stesse, la Congregazione per l'educazione cattolica, le conferenze episcopali, tutte le autorità internazionali, nazionali e regionali e tutti coloro che lavorano nelle varie diocesi dei paesi dove hanno sede le istituzioni accademiche ecclesiastiche.

## Struttura
L'agenzia è guidata un presidente, il quale è assistito da un direttore e un segretario. A valle vi è il consiglio di amministrazione presieduto dal presidente. L'assemblea degli esperti, nominati per un periodo di cinque anni dal presidente, prende il nome di consiglio scientifico. In aggiunta, ai consiglieri possono essere nominati anche membri osservatori.

## Cronotassi

### Presidenti
- Presbitero Franco Imoda, S.I. (19 settembre 2007 - 27 giugno 2018)
- Presbitero Andrzej Stefan Wodka, C.SS.R. (27 giugno 2018 - giugno 2023 cessato)
- Presbitero Armand Puig i Tàrrech, dal 5 giugno 2023

### Direttori
- Dott. Riccardo Cinquegrani, da marzo 2010

### Segretari
- Dott. Valerio Napoleoni, da settembre 2007